# 社会民主党 (イギリス)
社会民主党（しゃかいみんしゅとう、The Social Democratic Party、略称：SDP）は、1981年から1988年まで存在したイギリスの中道左派・社会民主主義政党。労働党から分離して結成されたが、7年後に自由党と合併して自由民主党を作った。社民主義政党の国際組織である社会主義インターナショナルに加盟していた。

## 党の創設まで
社会民主党は、労働党内部の左右対立の中の右派、特にヨーロッパ共同体 (EC) 加盟問題をめぐる加盟派によって作られた。この対立は1971年にさかのぼるが、深刻になったのは労働党が野党になった1979年以降である。この年、労働党の元外相で、当時欧州委員会委員長を務めていたロイ・ジェンキンスは、リチャード・ディンブルビー講演で「急進中道」勢力の形成を訴える演説を行った。
演説は党内左派の反発を招き、左右両派の争いが顕在化した。結果的に左派指導部が優勢になり、議員に対する統制を強めると、1980年にデイヴィッド・オーウェン元外相、ウィリアム・ロジャーズ元運輸相、シャーリー・ウィリアムズ元教育・科学相が三人組（ギャング・オブ・スリー）を作って公然と党の方針に対する反対を表明した。後にジェンキンスを加えて四人組（ギャング・オブ・フォー）となり新党結成に踏み切った。党指導部・左派に妥協・慰留の動きが乏しかったことが分離の原因とも言われる。
社会民主党は1981年3月に創設された。四人組をはじめとする閣僚経験者ら12名に、さらに労働党から1名、保守党から1名（クリストファー・ブロックルバンク＝ファウラー）の離党者を加え、14議席を擁した。初代党首は1982年7月に全党員の選挙によってジェンキンスが選ばれた。

## 結成後の歴史
社会民主党は、以前からある自由党と選挙連合「SDP-自由同盟（SDP-Liberal Alliance）」を結んで候補者の調整を行った。当時のイギリスはマーガレット・サッチャーの政権下にあり、労働党指導部の左傾化に対する反感だけでなく、サッチャーが進める攻撃的な新自由主義的改革に対する反発も強かった。結党の直後は「同盟」2党をあわせると世論調査で保守党・労働党より上位に立ち、補欠選挙では勝利を重ねた。
1983年の総選挙で、社会民主党と自由党は共同マニフェストを掲げて戦った。労働党の得票率27,6%に肉薄する25,4%の得票を獲得したが、議席数は両党併せて23（社会民主党では6）に留まり、結果的には野党分裂を通じて保守党議席増に貢献することになった。その後1987年の総選挙では議席を1つ減らした。
このため、1987年自由党側からの提案で合併が決定され、1988年3月自由・社会民主両党の合併による「社会自由民主党」（Social and Liberal Democrats）が結成された（後に自由民主党へ改称）。なお、オーウェンら3名の合併反対派議員は新たに「社会民主党」を結成したが、党勢が振るわず1990年に解散した。ただし、一部メンバーがさらに新たな同名政党社会民主党 (イギリス 1990-)を組織し、現在でも活動している。